# 파울리-루반스키 벡터
파울리-루반스키 벡터(프랑스어: vecteur de Pauli-Lubański)는 운동량 4차원 벡터와 각운동량 4차원 텐서의 "4차원 벡터곱"인 유사벡터다. 대개 {\displaystyle W^{\mu }}로 나타낸다. 그 제곱 {\displaystyle W^{2}}은 각운동량의 노름으로서, 질량 {\displaystyle P^{2}}과 함께 푸앵카레 군의 두 카시미르 불변량을 이룬다. 폴란드의 유제프 루반스키 (폴란드어: Józef Kazimierz Lubański)가 1942년에 도입하였다.

## 정의
다음과 같이 정의한다. (여기서 {\displaystyle \epsilon }은 레비치비타 유사텐서고, {\displaystyle J^{\mu \nu }}는 각운동량, {\displaystyle P}는 운동량이다.)
{\displaystyle W_{\mu }={\frac {1}{2}}\epsilon _{\mu \nu \rho \sigma }J^{\nu \rho }P^{\sigma }}
파울리-루반스키 벡터는 운동량과 가환하지만, 각운동량과는 그렇지 않다. 교환관계는 다음과 같다.
{\displaystyle [P^{\mu },W^{\nu }]=0}
{\displaystyle [J^{\mu \nu },W^{\rho }]=i(g^{\rho \nu }W^{\mu }-g^{\rho \mu }W^{\nu })}
또한 항상 운동량과 4차원 직교한다.
{\displaystyle P\cdot W=0}
그 제곱 {\displaystyle W^{2}}은 카시미르 불변량을 이룬다. 즉 다른 모든 연산자와 가환한다.
{\displaystyle [P,W^{2}]=0}
{\displaystyle [J,W^{2}]=0}
그 값은 각운동량의 제곱이다. 즉 각운동량 {\displaystyle {\vec {J}}}을 생각하면
{\displaystyle W^{2}=-m^{2}({\vec {J}}\cdot {\vec {J}})}
여기서 {\displaystyle m}은 질량이다.

## 양자화
유질량장의 경우 {\displaystyle W^{2}}는 입자의 총 스핀을 나타낸다. 그 고윳값은 다음과 같다.
{\displaystyle W^{2}=W_{\mu }W^{\mu }=m^{2}s(s+1)}
여기서 {\displaystyle s}는 스핀이다.
무질량장의 경우 {\displaystyle W^{2}=0}이고, {\displaystyle W^{0}=-{\vec {J}}\cdot {\vec {P}}}는 나선도를 나타낸다.

## 같이 보기
- 위그너 분류
- 각운동량 연산자
- 유사벡터
- 유도 표현

## 참고 문헌
- Lubański, J. K. 《Physica》 9: 310. doi:10.1016/S0031-8914(42)90113-7. |제목=이(가) 없거나 비었음 (도움말)
- Lubański, J. K. 《Physica》 9: 325. doi:10.1016/S0031-8914(42)90114-9. |제목=이(가) 없거나 비었음 (도움말)